# PZInż 342
PZInż 342 (także C5P) – polski, kołowy ciągnik artyleryjski z czasów dwudziestolecia międzywojennego.
Kołowy ciągnik artyleryjski PZInż 342 został zaprojektowany do holowania armat przeciwlotniczych kal. 75 mm. Miał zastąpić używanego dotąd w tej roli ciągnika C4P. Pojazd ten powstał na bazie doświadczeń zdobytych podczas prac nad podobnym ciągnikiem PZInż 312. Jedną z cech, które różniły ciągniki PZInż 312 i PZInż 342 było inne zawieszenie. W przypadku pierwszego zastosowano zawieszenie niezależne, drugi zaś miał sztywne mosty.
PZInż 342 napędzany był silnikiem benzynowym  PZInż. 725 o mocy 95 KM. Ponadto miał napęd 4x4 i wciągarkę linową. Jego ładowność wynosiła 2100 kg oraz mógł holować przyczepę o masie do 5000 kg.
Do 1 sierpnia 1939 roku zmontowano 5 egzemplarzy próbnych, zaś do 1 czerwca 1941 roku planowano wyprodukować ok. 200 ciągników.
Na bazie PZInż 342 powstał nieco mniejszy ciągnik – PZInż 343, przeznaczony do holowania armat przeciwlotniczych kal. 40 mm.